# Cameron Thomas
Pour les articles homonymes, voir Thomas.
Cameron "Cam" Bouchea Thomas, né le 13 octobre 2001 à Yokosuka au Japon, est un joueur américain de basket-ball évoluant au poste d'arrière.

## Biographie

### Carrière universitaire
Entre 2020 et 2021, il joue pour les Tigers de LSU.
Le 19 juin 2021, il annonce qu'il se présente à la draft NBA 2021.

### Carrière professionnelle

#### Nets de Brooklyn (depuis 2021)
Il fait ses débuts avec les Nets de Brooklyn en tant que rookie à la Summer League 2021. La Summer League a pour but de faire jouer les rookies et les joueurs peu expérimentés afin de les adapter au niveau de la NBA.
Durant la Summer League, il termine meilleur marqueur du tournoi avec 27 points de moyenne par match. Il est élu co-MVP de la Summer League ex æquo avec Davion Mitchell.
Il prend la troisième place des meilleurs marqueurs de tous les temps à la Summer League.
Il joue son premier match en NBA le 19 octobre 2021 lors d'une défaite 127 à 104 contre les Bucks de Milwaukee en finissant le match avec 2 points.
Le 9 janvier 2022, il marque le panier de la victoire en prolongations et permet à son équipe de s'imposer 121 à 119 contre les Spurs de San Antonio.
En février 2023, les Nets jouent sans leurs deux stars, Kevin Durant et Kyrie Irving, et Cameron Thomas enchaîne 3 rencontres à plus de 40 points.

## Statistiques

### Universitaires
Les statistiques de Cameron Thomas en matchs universitaires sont les suivantes :
| Saison    | Équipe   | Matchs | Titul. | Min./m | % Tir | % 3pts | % LF | Rbds/m. | Pass/m. | Int/m. | Ctr/m. | Pts/m. |
| --------- | -------- | ------ | ------ | ------ | ----- | ------ | ---- | ------- | ------- | ------ | ------ | ------ |
| 2020-2021 | LSU      | 29     | 29     | 33,9   | 40,6  | 32,5   | 88,2 | 3,38    | 1,45    | 0,86   | 0,21   | 23,03  |
| Carrière  | Carrière | 29     | 29     | 33,9   | 40,6  | 32,5   | 88,2 | 3,38    | 1,45    | 0,86   | 0,21   | 23,03  |

### Professionnelles

#### Saison régulière
| Saison    | Équipe   | Matchs | Titul. | Min./m | % Tir | % 3pts | % LF | Rbds/m. | Pass/m. | Int/m. | Ctr/m. | Pts/m. |
| --------- | -------- | ------ | ------ | ------ | ----- | ------ | ---- | ------- | ------- | ------ | ------ | ------ |
| 2021-2022 | Brooklyn | 67     | 2      | 17,6   | 43,3  | 27,0   | 82,9 | 2,40    | 1,16    | 0,49   | 0,12   | 8,51   |
| 2022-2023 | Brooklyn | 57     | 4      | 16,6   | 44,1  | 38,3   | 86,8 | 1,67    | 1,37    | 0,35   | 0,12   | 10,60  |
| 2023-2024 | Brooklyn | 66     | 51     | 31,4   | 44,2  | 36,4   | 85,6 | 3,24    | 2,91    | 0,68   | 0,24   | 22,45  |
| 2024-2025 | Brooklyn | 25     | 23     | 31,2   | 43,8  | 34,9   | 88,1 | 3,32    | 3,76    | 0,60   | 0,08   | 23,96  |
| Carrière  | Carrière | 215    | 80     | 23,2   | 43,9  | 34,5   | 86,0 | 2,57    | 2,06    | 0,53   | 0,15   | 15,14  |

#### Playoffs
| Saison   | Équipe   | Matchs | Titul. | Min./m | % Tir | % 3pts | % LF | Rbds/m. | Pass/m. | Int/m. | Ctr/m. | Pts/m. |
| -------- | -------- | ------ | ------ | ------ | ----- | ------ | ---- | ------- | ------- | ------ | ------ | ------ |
| 2022     | Brooklyn | 1      | 0      | 0,4    | –     | –      | –    | 0,00    | 0,00    | 0,00   | 0,00   | 0,00   |
| 2023     | Brooklyn | 2      | 0      | 7,8    | 42,9  | 0,0    | –    | 0,50    | 0,50    | 0,00   | 0,00   | 3,00   |
| Carrière | Carrière | 3      | 0      | 5,3    | 42,9  | 0,0    | –    | 0,33    | 0,33    | 0,00   | 0,00   | 2,00   |

## Records sur une rencontre en NBA
Les records personnels de Cameron Thomas en NBA sont les suivants, :
| Type de statistique        | Saison régulière | Saison régulière            | Saison régulière |
| Type de statistique        | Record           | Adversaire                  | Date             |
| -------------------------- | ---------------- | --------------------------- | ---------------- |
| Points                     | 47               | Clippers de Los Angeles     | 6 février 2023   |
| Paniers marqués            | 17               | Bucks de Milwaukee          | 6 novembre 2023  |
| Paniers tentés             | 33               | Bucks de Milwaukee          | 6 novembre 2023  |
| Paniers à 3 points réussis | 7                | 3 fois                      | 3 fois           |
| Paniers à 3 points tentés  | 13               | Warriors de Golden State    | 16 décembre 2023 |
| Lancers francs réussis     | 18               | Suns de Phoenix             | 7 février 2023   |
| Lancers francs tentés      | 20               | Suns de Phoenix             | 7 février 2023   |
| Rebonds offensifs          | 2                | 2 fois                      | 2 fois           |
| Rebonds défensifs          | 8                | @ Hawks d'Atlanta           | 2 avril 2022     |
| Rebonds totaux             | 8                | @ Hawks d'Atlanta           | 2 avril 2022     |
| Passes décisives           | 10               | @ Bulls de Chicago          | 13 mars 2025     |
| Interceptions              | 3                | @ Trail Blazers de Portland | 10 janvier 2022  |
| Contres                    | 2                | @ Nuggets de Denver         | 6 février 2022   |
| Balles perdues             | 4                | 5 fois                      | 5 fois           |
| Minutes jouées             | 36               | @ Wizards de Washington     | 10 février 2022  |

- Double-double : 1
- Triple-double : 0

Dernière mise à jour : 13 mars 2025

## Distinctions personnelles
- First-team All-SEC (2021)
- SEC All-Freshman Team (2021)
- Jordan Brand Classic (2020)